# Scamorza

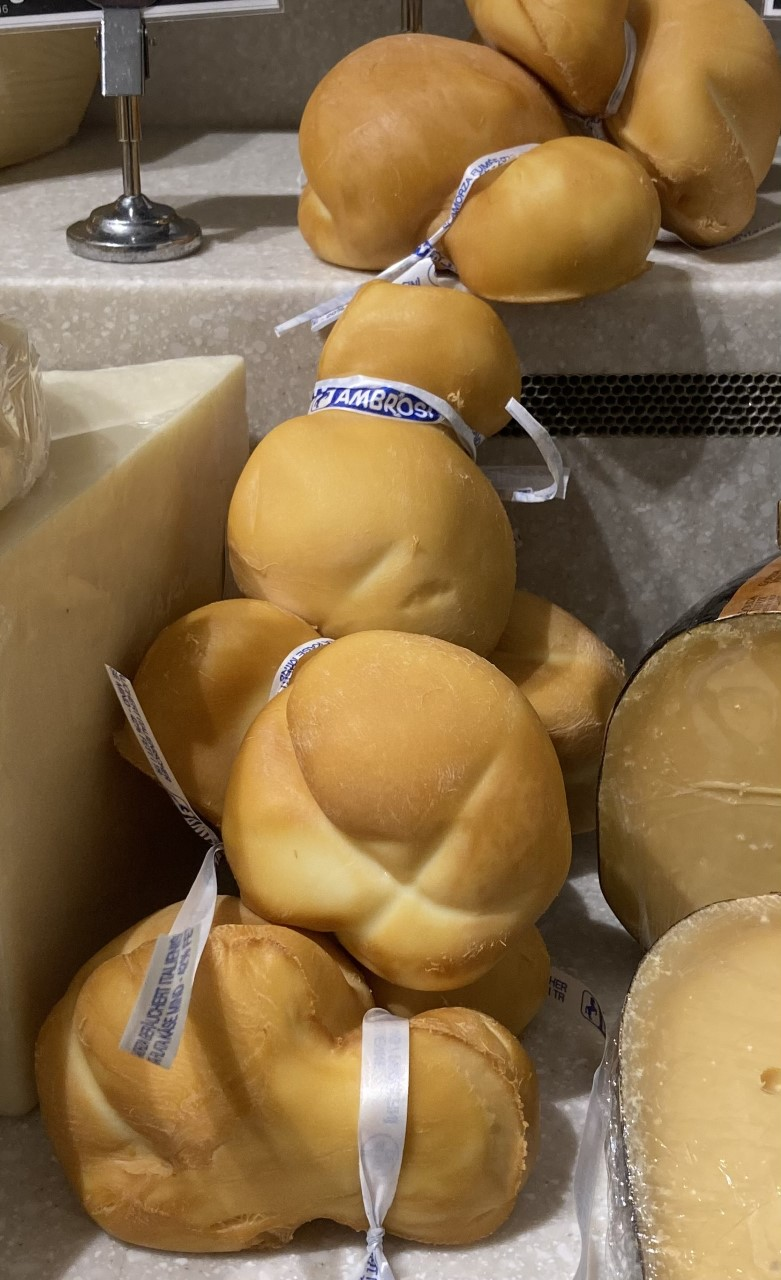
Rökt scamorze (scamorze affumicate)

Scamorza är en italiensk ost av komjölk, i grunden inte olik mozzarella. Den kan även i undantagsfall göras av annan mjölk.
Scamorza är en filata-ost, där den färska ostmassan mognar i den egna vasslan i flera timmar vilket leder till en syrlig beläggning på ytan när laktos i osten omvandlas till mjölksyra. Hantverksmässig scamorza formas typiskt till en klump runt vilken man knyter ett snöre varefter man hänger upp osten för torkning så den får en blekgul yta. Resultatet blir en päronartad form, och den färdiga osten kan antingen säljas som den är eller rökas (scamorza affumicata) vilket ger ljusbrun yta. Båda varianterna har i princip vitt innanmäte.
Scamorza kan ersätta mozzarella i de flesta rätter och framför allt i sammanhang där osten skall smälta i ugn.
Scamorza görs i större utsträckning i södra Italien än i norra Italien och den har sitt ursprung i Apulien där den görs i området kring Bari. Både den icke-rökta och den rökta varianten är dock tillgängliga över hela landet. Mario Batali anger grillad scamorza som en traditionell maträtt i det napolitanska köket.